# Operacija Božji srd
Operacija božji srd (hebrejsko: מבצע זעם האל‎‎ Mivtza Za'am Ha'el) je bila tajna operacija pod vodstvom Mosada, katere namen je bilo iskanje in eliminacija pripadnikov teroristične organizacije Črni seprember in pripadnikov Palestinske osvobodilne organizacije (PLO), ki so sodelovali pri pripravi napada na izraelske športnike na olimpijskih igrah v Münchnu leta 1972. 
Operacija se je začela leta 1972, trajala pa naj bi več kot 20 let. V operaciji naj bi bilo po neuradnih podatkih skupno ubitih 20 - 35 ljudi, celoten seznam tarč pa je še danes skrivnost.

## Načrtovanje operacije
Izrael je takoj po smrti športnikov v teroritičnem napadu v Münchnu izvedel napade na položaje Palestinske osvobodilne organizacije v Siriji in Libanonu. Premierka Golda Meir se je znašla pod pritiskom obveščevalnih služb, pa tudi izraelske javnosti, ki so zahtevale maščevanje v obliki atentatov na vse, ki so bili tako ali drugače udeleženi v načrtovanje in izvedbo terorističnega napada. Dodaten udarec za Izrael je bilo tudi nadaljevanje olimpijskih iger kljub tragičnemu dogodku, kasneje pa še izpustitev treh teroristov, ki so jih Nemci zajeli po napadu. Izpuščeni so bili v zameno za talce na ugrabljenem Lufthansinem letu 615.
V ta namen je bilo oblikovanih več skupin, ki so vsebovale specialiste za različna področja. Poleg atentatov so se izvajale tudi psihološke operacije, kot so objavljanje osmrtnic palestinskih aktivistov, ki so bili še živi, ter pošiljanje šopkov rož njihovim sorodnikom pred napadom s sporočilom: "Opomin, da ne pozabljamo in ne oproščamo".
Celotna operacija je v iskanje palestinskih aktivistov preusmerila precejšen del aktivnosti izraelskih obveščevalnih služb, kar naj bi bil tudi eden od vzrokov, zakaj obveščevalne službe niso pravočasno zaznale priprav na jomkipursko vojno leta 1973.

## Izvedba operacije
Mosad je identificiral več oseb, ki so bile vpletene v teroristični napad v Münchnu, ali pa so bile kako drugače vidno povezane s Črnim septembrom ali PLO. Najbolj znani atentati so bili naslednji:
| Datum             | Kraj            | Žrtev                                             | Vloga                                                                            | Način atentata                                                           |
| 16. oktober 1972  | Rim             | Wael Zwaiter                                      | Predstavnik PLO v Italiji, domnevni sodelavec Črnega septembra                   | Večkrat ustreljen od blizu                                               |
| 8. december 1972  | Pariz           | Mahmud Hamšari                                    | Predstavnik PLO v Franciji                                                       | Bomba, podstavljena v telefonski aparat                                  |
| 24. januar 1973   | Nikozija, Ciper | Husein al Bašir                                   | Predstavnik Fataha, domnevni sodelavec Črnega semptembra                         | Bomba, podstavljena pod hotelsko posteljo                                |
| 6. april 1973     | Pariz           | Basil al Kubaisi                                  | Osumljen oskrbe Črnega septembra z orožjem                                       | Ustreljen z bližine                                                      |
| 9. april 1973     | Bejrut, Libanon | Muhamed Yusef al Najjar, Kamal Adwan, Kamal Naser | vodja operacij Črnega septembra, vodja operacij v PLO, član izvršnega odbora PLO | Ubiti med napadom izraelskih specialnih sil v operaciji Vodnjak mladosti |
| 11. april 1973    | Atene           | Zaiad Muchasi                                     | Predstavnik Fataha, zamenjava Huseina al Baširja                                 | Bomba v hotelski sobi                                                    |
| 28. junij 1973    | Pariz           | Mohamed Boudia                                    | vodja operacij Črnega septembra v Franciji                                       | Bomba, podstavljena pod avtomobilski sedež                               |
| 22. januar 1979   | Bejrut          | Hasan Ali Salameh                                 | Domnevni načrtovalec napada v Münchnu                                            | Avtomobil-bomba                                                          |
| 15. december 1979 | Ciper           | Ali Salem Ahmed, Ibrahim Abdul Aziz               | Neznano                                                                          | Ustreljena z bližine                                                     |
| 17. junij 1982    | Rim             | Nazeyh Meyer                                      | Predstavnik PLO v Rimu                                                           | Ustreljen                                                                |
| 17. junij 1982    | Rim             | Kamal Husain                                      | Namestnik vodje urada PLO v Rimu                                                 | Bomba, podstavljena pod avtomobilski sedež                               |
| 23. julij 1982    | Pariz           | Fadil Dani                                        | Namestnik vodje urada PLO v Parizu                                               | Bomba, nastavljena v avtomobil                                           |
| 21. avgust 1983   | Atene           | Mamoun Meraiš                                     | Predstavnik PLO                                                                  | Ustreljen v napadu z motociklom                                          |
| 10. junij 1986    | Atene           | Haled Ahmed Nazal                                 | Glavni sekretar Demokratične ljudske fronte za osvoboditev Palestine             | Ustreljen pred hotelom v Atenah                                          |
| 21. oktober 1986  | Atene           | Manzer Abu Ghazala                                | Član Palestinskega narodnega sveta                                               | Podstavljena bomba v predmestju Aten                                     |
| 14. februar 1988  | Limasol, Ciper  | Abu al Hasan Qasim, Hamdi Adwan                   |                                                                                  | Avtomobil-bomba                                                          |

Med iskanjem Hasana Alija Salameha so Mosadovi agenti leta 1973 v Lillehammerju pomotoma ubili natakarja Ahmeda Boučikija, ki so ga zamenjali za Salameha. Šest agentov je zajela policija in jih priprla. S tem je bilo razkritih več podatkov o operaciji, razkrit pa je bil tudi del Mosadove obveščevalne mreže v Evropi. Izbruhnila je afera, ki je Goldo Meir prisilila, da ustavi operacijo. Čez pet let je njen naslednik Menahem Begin operacijo nadaljeval.
Mosadovi agenti so se v Londonu srečali tudi z informantom, ki naj bi imel informacije o Salamehu. Enega od agentov je zapeljala in kasneje ubila najeta morilka, ki so jo agenti kasneje našli v Amsterdamu in ubili. Nikoli ni bilo ugotovljeno, kdo jo je najel.

## Odzivi
Črni september je po začetku ubojev palestinskih aktivistov izvedel tudi svoje povračilne akcije. Na izraelska veleposlaništva po svetu je bilo poslanih več pisemskih bomb. Ena od teh bomb je terjala življenje Amija Šahorija, izraelskega svetovalca za kmetijstvo v Londonu.
Črni seprember je napadel tudi izraelsko veleposlaništvo v Bangkoku, ki je bil krinka za načrtovan napad na letalo, s katerim je Golda Meir pripotovala v Rim na obisk k papežu. Mosadovi agenti so pravočasno odkrili palestinske aktiviste z ročnimi protiletalskimi sistemi in preprečili napad.
Palestinci so ubili tudi tri domnevne Mosadove agente in izraelskega vojaškega atašeja v ZDA.
Atentati so med Palestinci povzročili nemalo strahu, posebej šokantna zanje pa je bila operacija Vodnjak mladosti v Bejrutu,  saj je pokazala izraelsko pripravljenost, da izvede napad kjerkoli. Bejrut je bil takrat oporišče vidnih predstavnikov PLO.
Mnogo palestinskih aktivistov je v strahu pred atentatom tudi prenehalo s podpiranjem palestinskim vojaškim organizacijam, kar je precej zmanjšalo število palestinskih terorističnih napadov.